# アヨロ鼻灯台
アヨロ鼻灯台（あよろばなとうだい）は、北海道白老郡白老町虎杖浜にある白と赤の灯台である。

## 歴史
- 1976年（昭和51年）12月 - 初点灯
- 2016年（平成28年）10月26日 - チキウ岬灯台・苫小牧灯台と灯光の届く範囲が重複し、GPSなど航海計器の普及によって必要性が減ったため廃止された。[1]
- 2018年（平成30年） - 白老町が灯台施設と底地の民有地200平方メートルを10万円で取得。地元の虎杖浜竹浦観光連合会に、今後の利用計画の策定などの費用240万円を支出[2]。

## 交通
登別駅から徒歩30分。登別東インターチェンジから車で15分。

## ギャラリー

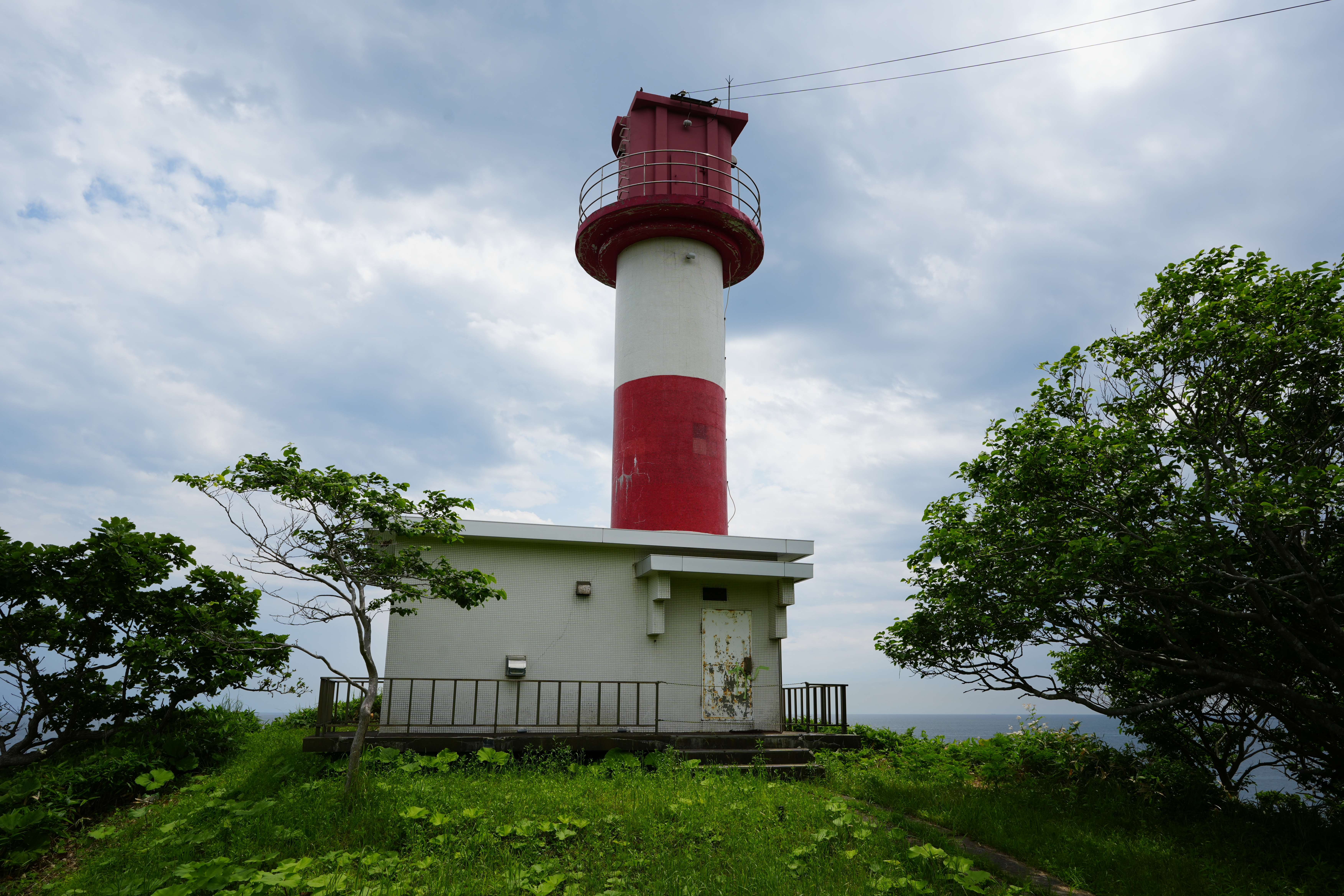
灯台近景
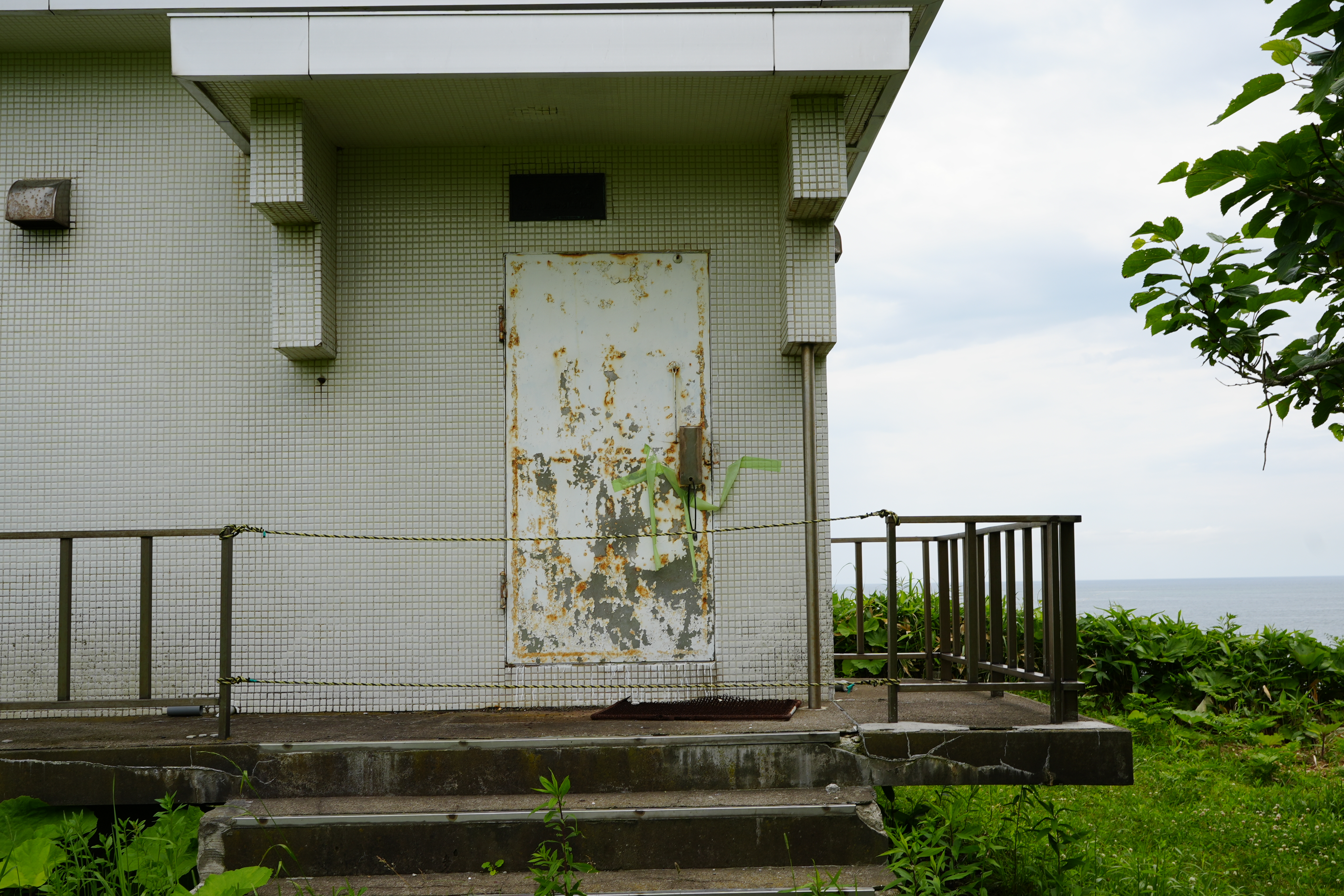
灯台入口
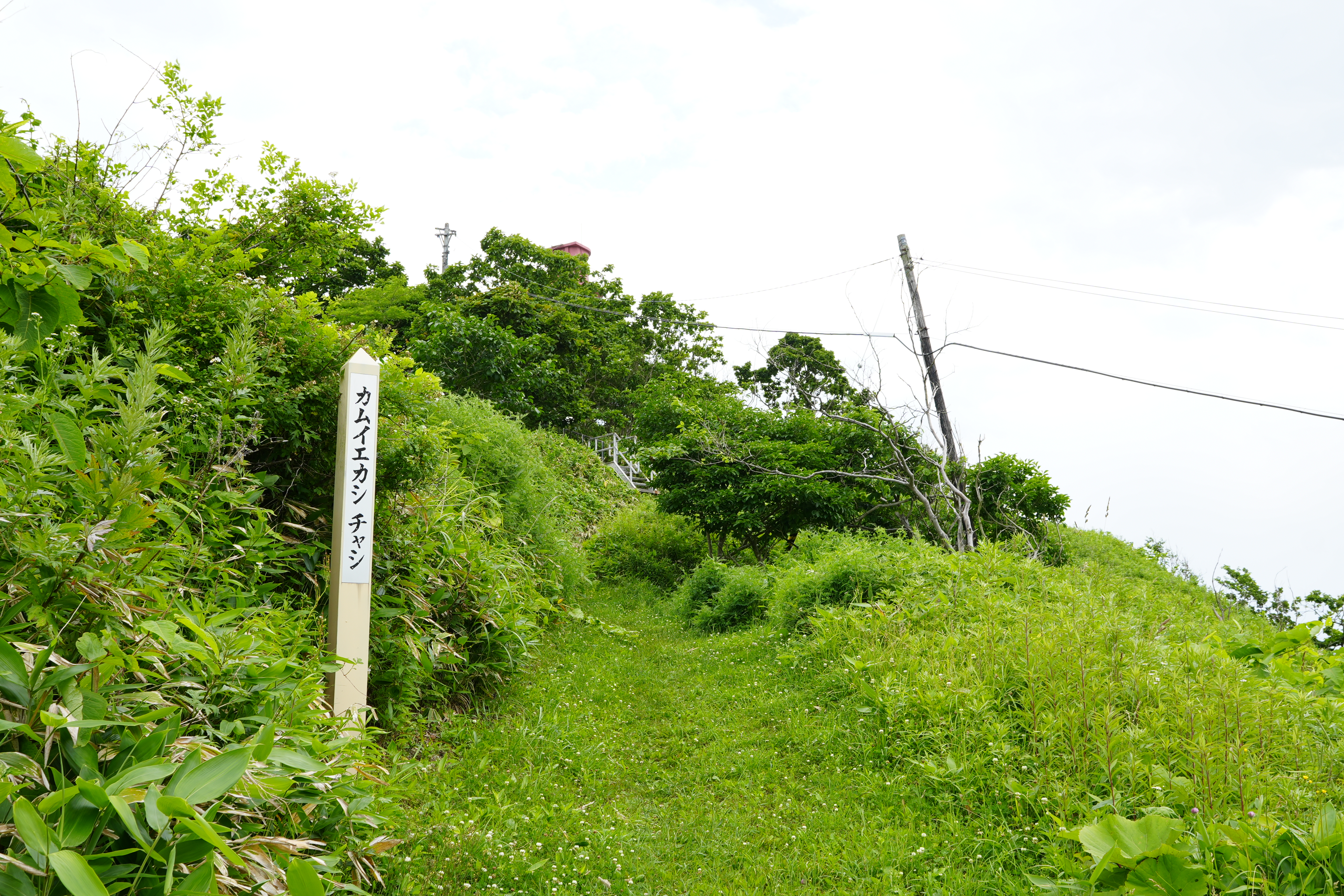
灯台の手前にあるカムイエカシ チャシ碑